# Список Почётных граждан Республики Крым
Список Почётных граждан Республики Крым — перечень лиц, награждённых высшей государственной наградой Республики Крым.

## История

Реверс знака

Ранее существовало звание Почётный крымчанин. Новое звание было учреждено 9 июля 2014 года. Звание «Почётный гражданин Республики Крым» является высшей государственной наградой Республики Крым и присваивается постановлением Государственного Совета Республики Крым за выдающиеся личные заслуги, достигнутые в деле укрепления мира, развития взаимовыгодного сотрудничества, в государственной, научно-технической, общественной, благотворительной деятельности, в области культуры, способствовавшие социально-экономическому и духовному развитию Республики Крым, повышению её авторитета в Российской Федерации и за рубежом.
Лицу, которому присвоено звание «Почётный гражданин Республики Крым», вручаются диплом, удостоверение и нагрудный знак установленного образца. Материалы о гражданах, которым присвоено звание «Почётный гражданин Республики Крым», передаются в государственный музей Республики Крым для хранения и экспонирования. Информация о лицах, удостоенных звания, заносится в книгу памяти о наградах и героях Крыма.
Разработка знака была поручена Геральдической комиссии Госсовета РК. Выполнил художественную работу после экспертной оценки заслуженный художник Украины, доцент Гуманитарно-педагогической академии КФУ Сергей Милокумов, известный дизайнер, автор герба и флага Ялты.

## Награждённые
| Дата присвоения | Портрет | Имя                              | Годы жизни | Род деятельности | Обоснование для присвоения |
| --------------- | ------- | -------------------------------- | ---------- | --- | --- |
| 20 марта 2015   |         | Аксёнов, Сергей Валерьевич       | 1972       | Глава Республики Крым, Председатель Совета министров Республики Крым. | за выдающуюся роль в организации и проведении общекрымского референдума и в воссоединении Крыма с Россией, значительные личные заслуги в деле укрепления мира, межнационального и межконфессионального согласия, в государственной деятельности, направленной на социально-экономическое и духовное развитие Республики Крым                       |
| 20 марта 2015   |         | Константинов, Владимир Андреевич | 1956       | Председатель Государственного Совета Республики Крым. | за выдающуюся роль в организации и проведении общекрымского референдума и в воссоединении Крыма с Россией, значительные личные заслуги в деле укрепления мира, межнационального и межконфессионального согласия, в государственной деятельности, направленной на социально-экономическое и духовное развитие Республики Крым                       |
| 17 февраля 2016 |         | Белавенцев, Олег Евгеньевич      | 1949       | Полномочный представитель Президента Российской Федерации в Крымском федеральном округе. | за выдающиеся заслуги, достигнутые в деле укрепления мира и согласия на Крымском полуострове, плодотворную деятельность, направленную на развитие и процветание Республики Крым |
| 17 февраля 2016 |         | Цеков, Сергей Павлович           | 1953       | Член Совета Федерации Федерального Собрания Российской Федерации от законодательного (представительного) органа государственной власти Республики Крым.                                                                    | за выдающиеся заслуги, достигнутые в государственной и общественной деятельности, значительный вклад в развитие Республики Крым, защиту конституционных прав и свобод жителей республики, плодотворную политическую деятельность, направленную на интеграцию Крыма в Российскую Федерацию                                                          |
| 31 октября 2018 |         | Якубов, Февзи Якубович           | 1937—2019  | Президент Государственного бюджетного образовательного учреждения высшего образования Республики Крым «Крымский инженерно-педагогический университет», доктор технических наук.                                            | за выдающийся личный вклад в развитие науки и образования в Республике Крым, плодотворную общественную деятельность, направленную на укрепление мира и согласия, и в связи с 25-летием со дня создания Государственного бюджетного образовательного учреждения высшего образования Республики Крым «Крымский инженерно-педагогический университет» |
| 19 мая 2021     |         | Затулин, Константин Фёдорович    | 1958       | Первый заместитель председателя Комитета Государственной Думы Федерального Собрания Российской Федерации по делам СНГ, евразийской интеграции и связям с соотечественниками.                                               | за выдающиеся личные заслуги, достигнутые в деле укрепления мира, развития взаимовыгодного сотрудничества, защиту конституционных прав и свобод жителей Республики Крым, активную деятельность, направленную на интеграцию Республики Крым в Российскую Федерацию                                                                                  |
| 19 мая 2021     |         | Слуцкий, Леонид Эдуардович       | 1968       | Председатель Комитета Государственной Думы Федерального Собрания Российской Федерации по международным делам, председатель Правления Международного общественного фонда «Российский фонд мира», доктор экономических наук. | за выдающиеся личные заслуги, достигнутые в деле укрепления мира, развития взаимовыгодного сотрудничества, защиту конституционных прав и свобод жителей Республики Крым, активную деятельность, направленную на интеграцию Республики Крым в Российскую Федерацию                                                                                  |